# Nitrianske Hrnčiarovce
Nitrianske Hrnčiarovce (Hongaars: Nyitragerencsér) is een Slowaakse gemeente in de regio Nitra, en maakt deel uit van het district Nitra.
Nitrianske Hrnčiarovce telt 1.992 inwoners. De gemeente had tot de jaren '90 een Hongaarstalige meerderheid. Het maakt onderdeel uit van de Hongaarse enclave Zoboralja.

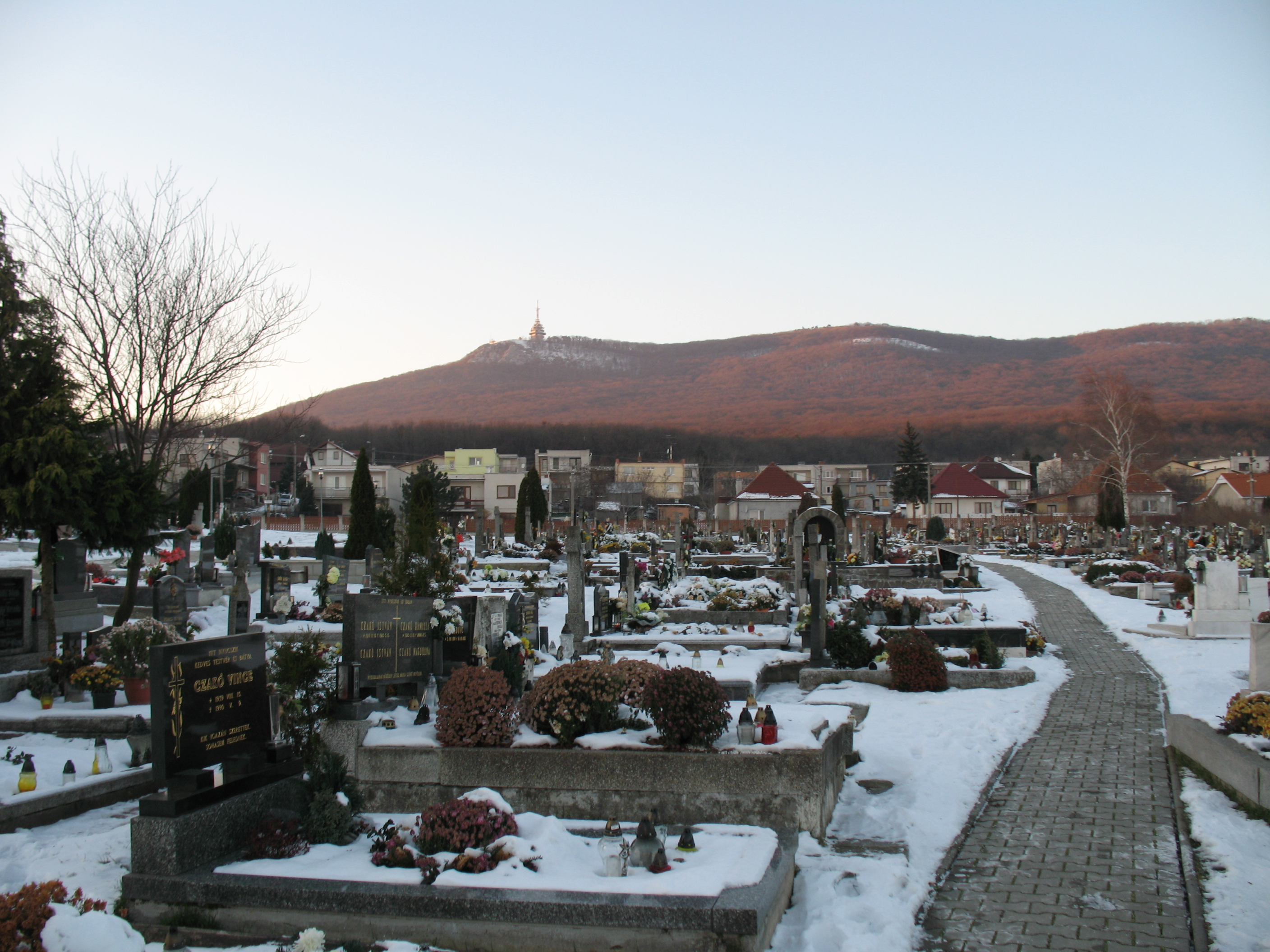
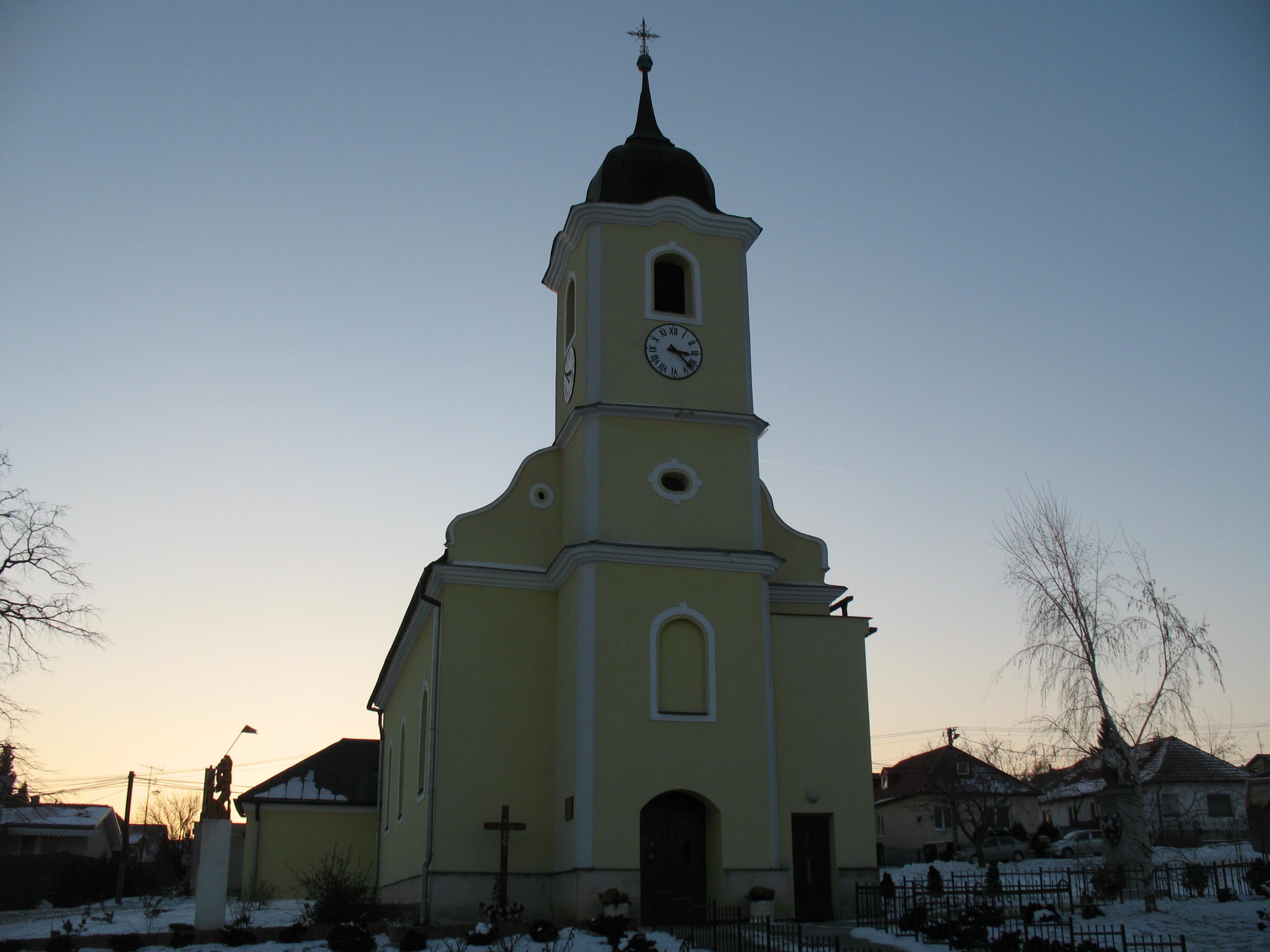

## Bevolkingssamenstelling
- 1910- 1077 inwoners 951 Hongaren, 125 Slowaken

- 1921- 1154 inwoners 877 Hongaren, 276 Slowaken

- 1930- 1388 inwoners 839 Hongaren, 528 Slowaken

- 1991- 1585 inwoners 751 Hongaren, 800 Slowaken

- 2001- 1753 inwoners 1128 Slowaken, 573 Hongaren

- 2011- 1921 inwoners 1442 Slowaken, 414 Hongaren